# Lymantria modesta
Lymantria modesta är en fjärilsart som beskrevs av Walker 1855. Lymantria modesta ingår i släktet Lymantria och familjen tofsspinnare. Inga underarter finns listade i Catalogue of Life.